# Van de Kerchove

Wapenschild van de familie Van de Kerchove.

Van de Kerchove, ook Van de Kerchove d'Hallebast is een Belgische adellijke familie, afkomstig uit Doornik. Ze is niet te verwarren met de Gentse adellijke familie de Kerchove.

## Geschiedenis
- In 1676 verleende koning Karel II van Spanje erfelijke adel aan Charles van de Kerchove, baljuw van Eeklo.
- In 1732 trouwde Charles van de Kerchove met Alexandrine de Pape, vrouwe van de heerlijkheid Hallebast.

## Genealogie
- Alexandre van de Kerchove (1735-1788), heer van Hallebast, x Amélie de le Vielleuze (1743-1773), xx Marie d'Ayassa (1749-1831)
  - René van de Kerchove d'Hallebast (1771-1816), x Marie-Thérèse de Formanoir de la Cazerie (1771-1818)
    - Lamoral van de Kerchove d'Hallebast (zie hierna)
    - Henri van de Kerchove (°1801), x Joséphine Servaes (°1796)
      - Frédéric van de Kerchove (zie hierna)

    - Philippe van de Kerchove (1803-1840), x Marie Deffrasne (°1806)
      - Léopold van de Kerchove (°1832), x Honorine Beatse (1836-1900)
        - Edmond van de Kerchove (zie hierna)

  - Charles van de Kerchove (1773-1831), x Ghislaine de Formanoir (1777-1856)
    - Jules van de Kerchove (zie hierna)
    - Adolphe van de Kerchove (zie hierna)

## Lamoral van de Kerchove
Lamoral Léopold Charles van de Kerchove d'Hallebast (Velaines, 30 juli 1796 - Doornik, 23 mei 1876) was onder het Franse keizerrijk lid van de Erewacht. Hij trouwde in 1836 in Namen met Marie-Charlotte Maurissens (1812-1874), dochter van Charles Maurissens, metaalindustrieel, maire van Namen, lid van de provinciale staten.
Hij promoveerde tot kolonel in het Belgisch leger. In 1858 verkreeg hij erkenning in de erfelijke adel. Bij deze erkenning werd hij geïdentificeerd als 'grootgrondbezitter'. Met een enkele afstammeling op heden.

## Frédéric van de Kerchove
Frédéric Benoît Joseph Ghislain van de Kerchove (Aalst, 19 april 1832 - Vorst, 30 oktober 1915), neef van de voorgaande, werd in 1912 erkend in de erfelijke adel.
Hij trouwde in 1867 in Schaarbeek met Mathilde Marchand (1849-1919) en het echtpaar kreeg twaalf kinderen. Alhoewel vier van de acht zoons trouwden, zijn er op heden slechts een paar afstammelingen meer.

## Edmond van de Kerchove
Edmond Philippe Ghislain Baudouin van de Kerchove (Ronse, 11 november 1871 - Elsene, 23 november 1948), ingenieur en luitenant bij de artillerie, trouwde in 1895 in Sint-Joost-ten-Node met Jeanne Vandendaele (1873-1967). Ze kregen twee kinderen, maar de tak is op weg naar de uitdoving. In 1921 werd hij erkend in de erfelijke adel.

## Jules van de Kerchove
- Jules Alphonse Ghislain van de Kerchove (Doornik, 20 januari 1804 - 22 januari 1882) promoveerde tot doctor in de rechten en werd advocaat. Hij trouwde in 1830 in Doornik met Jacqueline Tirant (1807-1893) en ze kregen vier zoons en twee dochters, met (talrijke) afstammelingen, tot heden. In 1858 werd hij erkend in de erfelijke adel.
  - Paul van de Kerchove (1847-1917) was pauselijk zoeaaf en nam in 1890 deel aan de eerste Belgische expeditie in Afrika tegen de slavenhandel. Hij trouwde in 1872 in Mechelen met Adèle van den Branden de Reeth (1846-1936). Het echtpaar kreeg vier kinderen maar de familietak is uitgedoofd.

## Adolphe van de Kerchove
Adolphe Silvain Ghislain van de Kerchove (Pottes, 6 mei 1818 - Escanaffles, 24 juni 1884), grootgrondbezitter, werd in 1858 erkend in de erfelijke adel. Hij trouwde in 1848 met Marie-Adèle Behaghel (1823-1863). Het echtpaar kreeg zes kinderen, maar de tak is op weg naar de uitdoving (laatste mannelijke naamdrager overleden in 2001).